# Eleni Potari
Eleni Potari (griechisch Ελένη Πόταρη, * 25. August 1982 in Athen, Griechenland; † vor oder am 9. Oktober 2023) war eine griechische Handballspielerin, die für die griechische Nationalmannschaft auflief.

## Karriere
Potari spielte auf Vereinsebene für die griechischen Vereine G.N.O. Aris Nikaias, A.S.E. Ormi Patras, O.F.N. Ionias, Anagennisi Byron und GAS Kamaterou. Mit Ormi Patras und Ionias nahm sie an den europäischen Pokalwettbewerbe EHF Challenge Cup, EHF-Pokal sowie Europapokal der Pokalsieger teil. Weiterhin gehörte Potari, die auf der Position Linksaußen spielte, dem Kader der griechischen Nationalmannschaft an. Für die griechische Auswahl lief sie bei den Mittelmeerspielen 2001, bei den Balkanspielen 2004, bei den Olympischen Spielen 2004 und bei den Mittelmeerspielen 2005 auf. Mit Griechenland gewann sie bei den Balkanspielen 2004 die Bronzemedaille. Nach ihrer Karriere erkrankte sie an Krebs. Am 9. Oktober 2023 gab der griechische Handballverband ihren Tod bekannt.